# Jaroslav Skobla
Jaroslav Skobla (ur. 16 kwietnia 1899 w Pitkovicach, zm. 22 listopada 1959 w Teplicach nad Bečvou) – czechosłowacki sztangista, dwukrotny medalista olimpijski, a także mistrz świata.

## Kariera
Startował w wadze lekkociężkiej (do 82,5 kg) oraz ciężkiej (powyżej 82,5 kg). Pierwszy sukces osiągnął w 1923 roku, kiedy zdobył złoty medal w wadze lekkociężkiej na mistrzostwach świata w Wiedniu. W zawodach tych wyprzedził dwóch reprezentantów Austrii: Sebastiana Haberla i Augusta Böhnela. Rok później wystartował na igrzyskach olimpijskich w Paryżu, gdzie w wadze lekkociężkiej zajął ósme miejsce. Na rozgrywanych cztery lata później igrzyskach w Amsterdamie zdobył brązowy medal w wadze ciężkiej. W zawodach tych wyprzedzili go jedynie Niemiec Josef Straßberger oraz Arnold Luhaäär z Estonii. W 1929 roku zajął trzecie miejsce na mistrzostwach Europy w Wiedniu, plasując się za Straßbergerem i Austriakiem Rudolfem Schilbergiem. Brał również udział w igrzyskach olimpijskich w Los Angeles w 1932 roku, gdzie zwyciężył w wadze ciężkiej, ustanawiając jednocześnie nowy rekord olimpijski wynikiem 380 kg. Pokonał tam swego rodaka Václava Pšeničkę i Josefa Straßbergera.
Jego syn Jiří także był medalistą olimpijskim, lekkoatletą.